# Прісноводні акваріумні безхребетні
Ця стаття розповідає про безхребетних тварин, яких найчастіше утримують в прісноводних акваріумах.
Безхребетних в акваріумах утримують як разом з рибами, так і окремо (наприклад, креветок). Оскільки акваріум є штучною екосистемою, наявність цих тварин дозволяє зробити її більш збалансованою. Утримання безхребетних підвищує естетичну цінність акваріума, може приносити певну користь його функціонуванню, а інколи — шкоду іншим мешканцям.
Найчастіше в акваріумах утримують різні види молюсків та ракоподібних (креветок та раків).

## Молюски
Молюсків утримують в акваріумах з декількома цілями. Одних заводять з естетичною метою. До певної міри вони можуть приносити користь — зчищають водорості зі скла, листя і стебел рослин; поїдають екскременти риб, відмерлі частини рослин, залишки риб'ячого корму; знищують бактеріальну плівку на поверхні води. Можуть завдавати шкоду — об'їдають рослини, забруднюють воду, переносять паразитів тощо. При нересті присутність будь-яких молюсків у акваріумах неприпустима — вони можуть пошкоджувати ікринки. Двостулкові молюски приносять користь, відфільтровуючи зважені у товщі води часточки.
За способом дихання усіх акваріумні молюсків розділяють на 2 категорії: ті, які дихають атмосферним повітрям і ті, які дихають киснем, розчиненим у воді.
Найчастіше в акваріумах утримують черевоногих молюсків — фіз, ампулярій, котушок, меланій, ставковиків, хелен.

### Ампулярії (Pomacea)

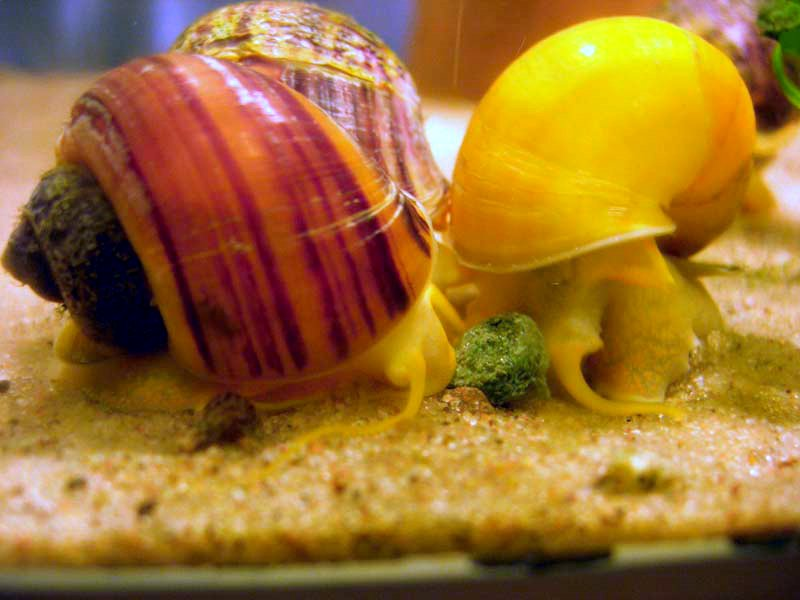
Ампулярії з різним забарвленням черепашки

Досить невибагливі молюски. Залежно від розміру, який може варіювати від 5 до 15 см, на одну особину в середньому повинно припадати 10 літрів води. Оскільки дихають атмосферним повітрям, акваріум повинен мати повітряний простір над рівнем води та закритим зверху, тому що представники даного роду можуть виповзати назовні по стінках. Тривалість життя становить в середньому 4 роки. Оптимальна температура води 17—30 °C. Показники кислотності (pH) і жорсткості води (dH) не мають принципового значення. Для збереження міцності черепашки бажано, щоб у воді була достатній вміст кальцію. Ампулярії сумісні з живородними видами риб невеликих розмірів або сомиками. Ці молюски є всеїдними, живляться тим же кормом, що і риби, деякими водними рослинами (при нестачі їжі). Роздільностатеві, легко розмножуються в акваріумах. Нині виведено багато форм ампулярій різного кольору (рожеві, фіолетові тощо). Представники: Pomacea bridgesii, Pomacea canaliculata, Pomacea paludosa, Pomacea diffusa.

### Спіксі
Asolene spixi подібна до ампулярій, проте максимальний розмір — до 3 см. Поверхня черепашки гладенька жовтого або білого кольору з темно-коричневими спирально розташованими смужками. Невибагливі при утриманні. Їдять різноманітний корм. Ікру відкладають в товщі води.

### Котушки (Planorbarius)
Мають невелику довжину (до 3 см), надзвичайно живучі навіть в найзабрудненішій воді. Характерна висока швидкість розмноження. Для дихання можуть використовувати як атмосферний кисень, так і розчинений у воді. Живляться залишками корму і водоростями. Гермафродити. Представники: Planorbarius corneus, Planorbarius carinatus.

### Фізи (Physa)
Молюски невеликого розміру (до 2 см в довжину). Зустрічаються особини з черепашками жовто-коричневого або бурого забарвлення. Для утримання бажано підтримувати температуру води не нижче 20 °C і dH від 8 до 18°. Дихання легеневе. Цих молюсків не можна заселяти в акваріуми з живими водними рослинами, оскільки вони охоче їх поїдають. Володіють високою швидкістю розмноження, тому не завжди бажані в акваріумах. У той же час відіграють роль санітарів.

### Меланії (Melanoides)

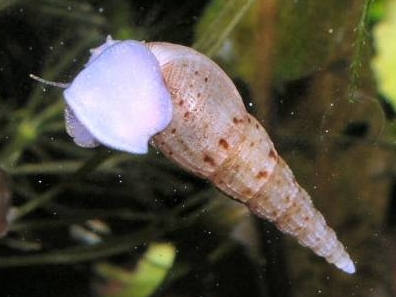
Melanoides tuberculata

Черепашка, як правило, забарвлена в сіро-зелений колір, з поздовжніми темними вкрапленнями. Має специфічну конічну форму і дуже тверда, що робить їх недоступними для багатьох хижих риб. Розмір дорослих особин не перевищує 3,5 см. Утримують при температурі від 18 до 28 °C. До решти параметрів водного середовища вони практично індиферентні. В акваріумі представники цього роду непомітні, практично весь час перебувають в ґрунті. Приносять користь, поїдаючи відходи, водорості, перемішуючи ґрунт, але стають шкідливими при масовому розмноженні. Живородні. Представники — Melanoides tuberculata, Melanoides turricula, Melanoides granifera, Melanoides maculata.

### Теодоксуси (Theodoxus)
Невеликі прісноводні молюски, що дихають зябрами. Черепашка має оперкулум (кришечка, що прикриває устя). Різні види різностатеві або гермафродити. Відкладені огорнуті овальною капсулою, але вилуплюється лише один молюск, інші яйця поїдаються цим зародком. Живляться виключно водоростевими обрастаннями. Види: Theodoxus danubialis, Theodoxus transversalis, Theodoxus euxinus, Theodoxus pallasi, Theodoxus astrachanicus. Лунка річкова (Theodoxus fluviatilis) — черепашка в середньому досягає 6,5 мм в ширину і 9 мм у висоту. Колір черепашки у різних особин сильно варіює. Малюнок зазвичай сітчастий — темні смуги на світлому тлі, або плямистий — білі плями на темно-червоному тлі.

### Нертини (Neritina)

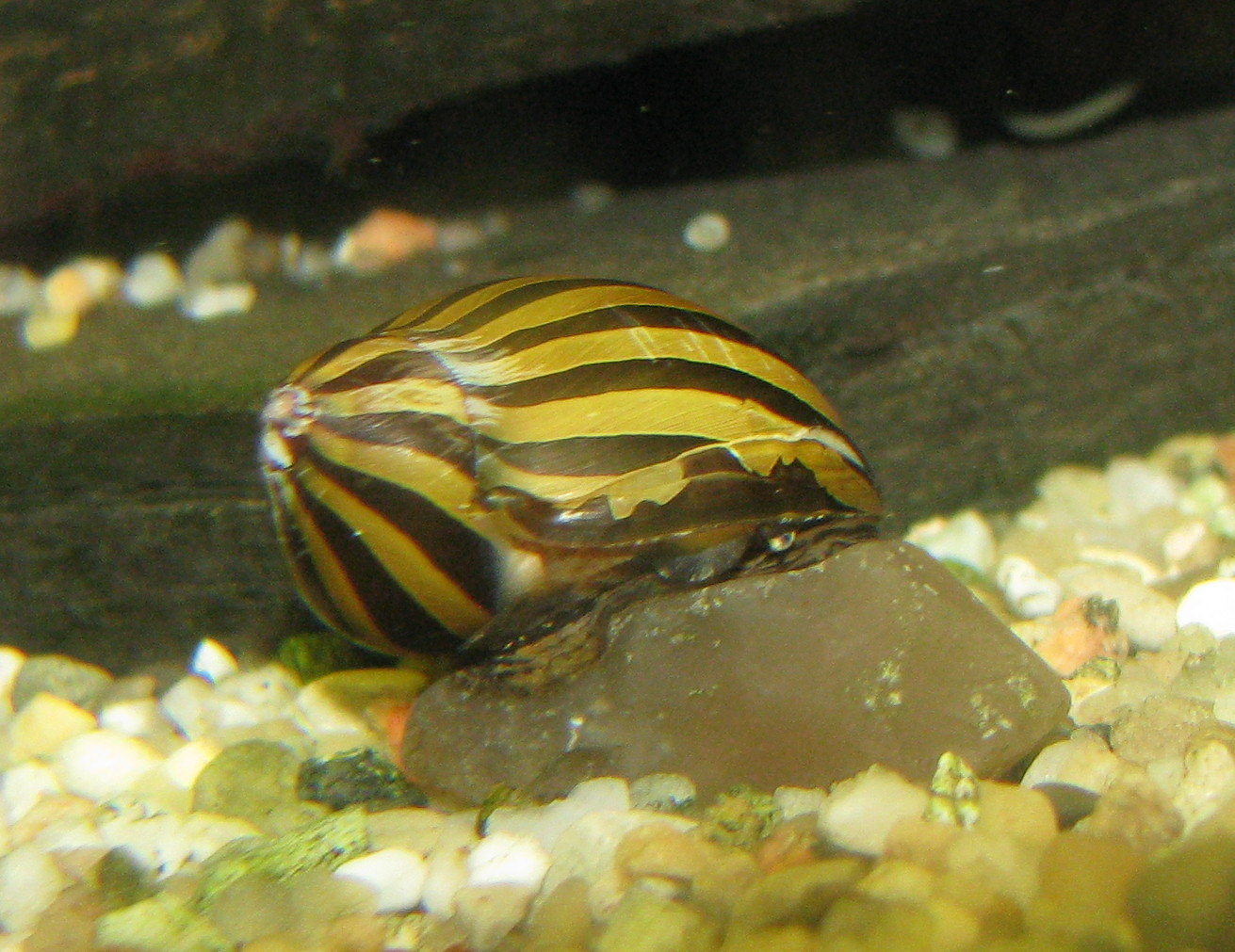
Neritina natalensis

У природі зустрічаються у тропічних водоймах. Тому для утримання необхідно підтримувати температуру води на рівні не нижче +24+27 °C, а кислотність близько 7,5. Вода повинна бути жорсткою чи середньої жорсткості, важлива якість води — її слід регулярно міняти і не допускати підвищення концентрації аміаку і нітратів у ній. Молюски живляться водоростями і водними рослинами. Тривалість життя становить у середньому один рік. Розміри представників цього роду сильно коливаються в залежності від виду. Найбільші види досягають у довжину 25 см. Забарвлення мушлі також дуже різноманітне — від майже чорного до насиченого оливкового. Наприклад, черепашка тигрового равлика прикрашена чорними і золотистими смугами. Розмножуються тільки в солоній воді, в прісноводному акваріумі вони відкладають ікру, але молоді молюски з неї не виводяться. Представники — Neritina natalensis, Neritina coromandeliana.

### Хелена (Anentome helena)

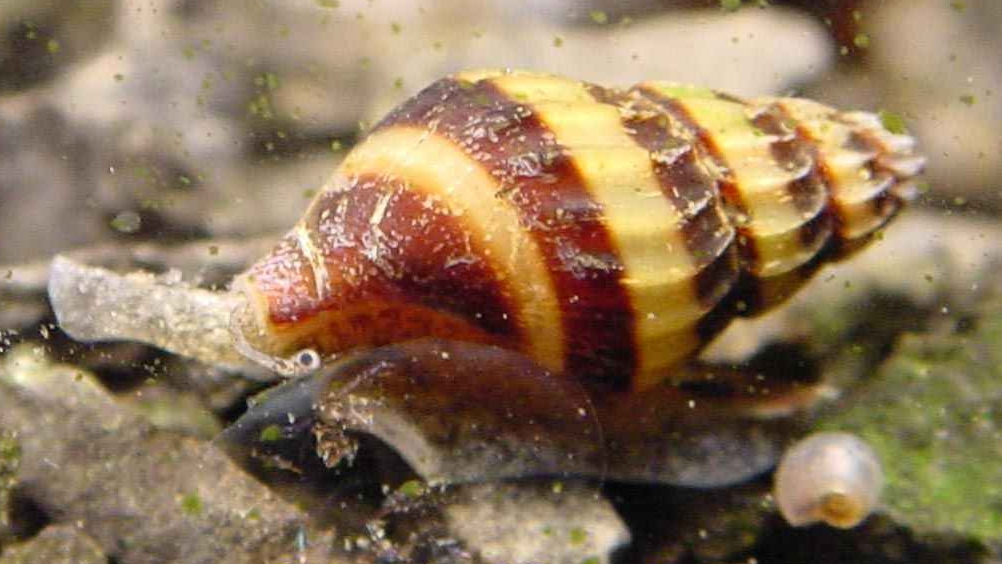
Anentome helena

Хижий молюск, якого часто використовують для регуляції чисельності інших видів равликів. Черепашка забарвлена в жовтий колір з характерною спіральної темно-коричневою смугою. Форма конічна, ребриста, без кінчика. Довжина дорослої особини до 2 см. Спеціальних умов утримання не вимагає. Любить закопуватися у ґрунт, тому необхідний ґрунт м'якої консистенції (пісок, дрібний гравій). Живляться живими молюсками (трапляється також канібалізм). За їх відсутності хелена переходить на звичайні корми, призначені для акваріумних риб. Роздільностатеві, розводити дуже просто.

### Тиломеланії (Tylomelania)
Мають досить великі розміри (до 12 см). Черепашка дорослих особин може бути гладкою або з шипами, найрізноманітніших кольорів, як і тіло молюска. Представники даного роду не уживаються з молюсками інших видів. Їх можна селити з дрібними рибками і креветками. На відміну від інших видів молюсків, їм потрібна м'яка вода з високою кислотністю. Бажано підтримувати температурний режим в межах від 20 до 32 °C. Всеїдні і досить ненаситні, вимагають великої кількості корму, відсутність якого може позначитися на водних рослинах — голодні особини здатні зіпсувати листя водних рослин. Тому їх потрібно годувати кілька раз на день. Не люблять прямого світла. Роздільностетеві, живородні. Плодючість самки низька. Представник — Tylomelania towutensis.

### Маріза (Marisa cornuarietis)

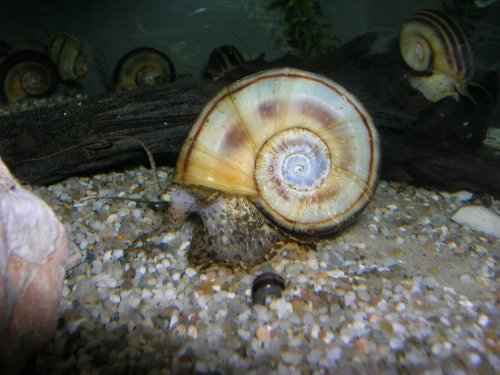

Забарвлення черепашки може сильно варіювати — від жовтого до коричневого кольору з характерними темними смугами. Цей вид вимагає створення для нього спеціальних умов — температура води повинна бути в межах від 21 до 25 °C, обов'язково наявність помірної жорсткості й кислотності. Для них потрібні акваріуми закритого типу з обов'язковим повітряним простором під кришкою. Роздільностатеві. Годувати маріз слід будь-якими видами корму (живим, штучним, замороженим). За відсутності корму можуть об'їдати рослини.

### Corbicula javanicus
Corbicula javanicus належить до двостулкових молюсків. Розміри до 3 см, черепашка жовтого (золотистого) кольору. Можна утримувати в невеликих акваріумах, до 20 л, при температурі 20-26 °C. Живляться часточками, зваженими у воді, тому здійснюють фільтрацію води в акваріумі. Гермафродити.

## Ракоподібні

### Креветки
Акваріум повинен бути об'ємом не менш як 40 літрів. Використовують кам'янистий або піщаний ґрунт, підсаджують різні рослини (підходять яванський мох, роголистник, сальвінія, цератоптерис, водопериця). Обов'язкова наявність фільтра, який також повинен створювати рух води. Креветки невибагливі до температури води і можуть жити при 15-30 °C. (оптимум — 24—26 °С). Утримують окремо або з миролюбними рибами дрібних розмірів (акантофтальмус, анциструси і коридораси, барбуси, гупі, даніо). Годують креветок таблетками для донних риб і ракоподібних.
Види:
- Caridina cantonensis — креветка-бджола, одна з найпопулярніших креветок в акваріумі. Походить з Китаю. Розмір 2,5-3,0 см. Виведено велику різноманітність кольорових варіацій цього виду (чорна, блакитна, золота бджола, червоний кристал — див. фото). Утримувати в акваріумі важче, ніж інші види через високі вимоги до рН і жорсткості води.
- Caridina gracilirostris — креветка Пінокіо населяє річки Індії. Тіло напівпрозоре з червоними і золотистими смужками. Мають видовжений червоний рострум. Живляться рослинною їжею.
- Caridina multidentata — креветка Амано. У природі зустрічається в Японії, на Тайвані, частково у Кореї та на Мадагаскарі, де її було інтродуковано. Розмір самок до 5 см. Тіло напівпрозоре. Живляться водоростями та іншими рослинами.
- Neocaridina heteropoda — відома як вишнева креветка або ред черрі. У природі зустрічається у прісноводних водоймах Тайваню. Розмір не перевищує 2 см. Невибагливі при утриманні. Живиться майже усіма кормами для мешканців акваріума
- Macrobrachium asperulum — розмір досягає 5-20 см, частіше — близько 10 см. Забарвлення практично не мають. Утримують при температурі 20-28 °C, рН 6,8-7,5. Годують трубочником, рослинним кормом, кормом для риб.
- Macrobrachium carcinus — розмір досягає 30 см.

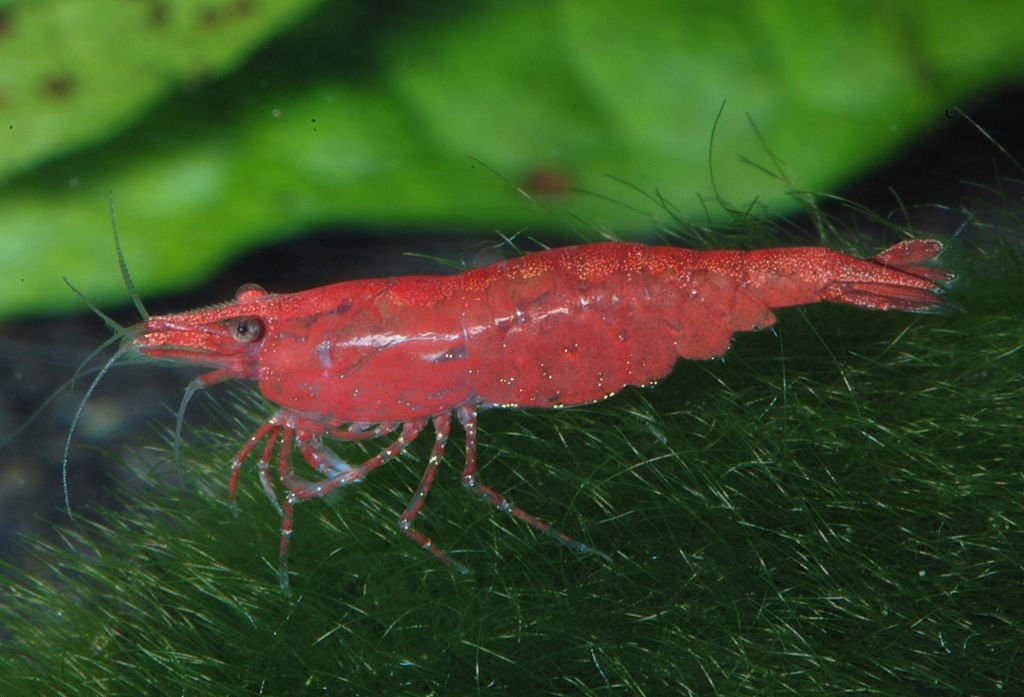
Neocaridina heteropoda
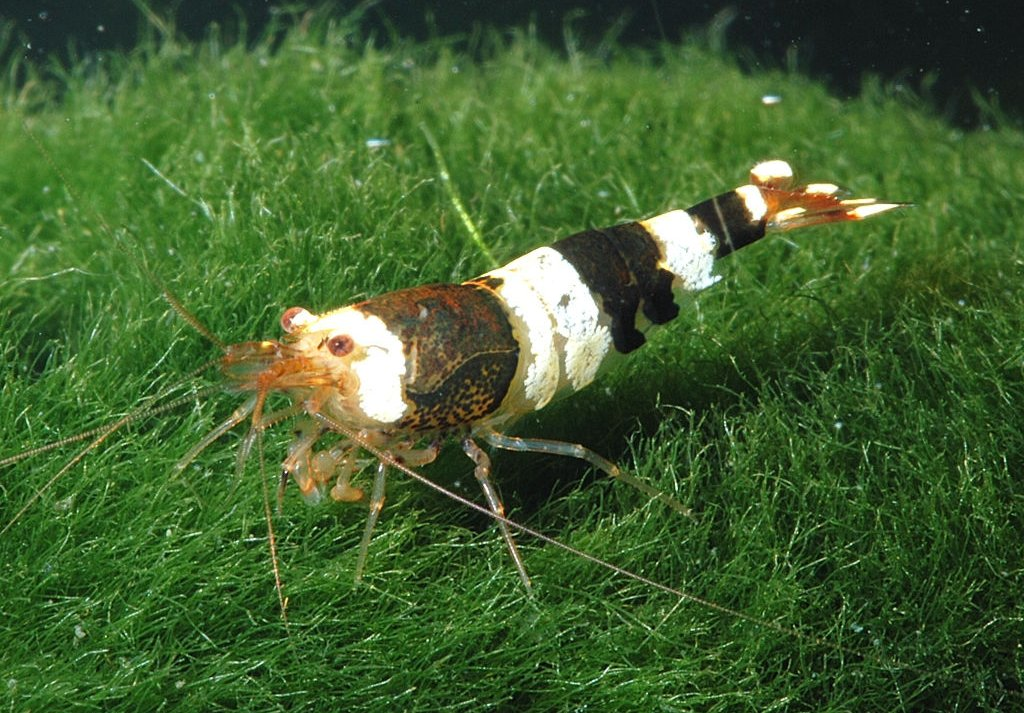
Caridina cf. cantonensis
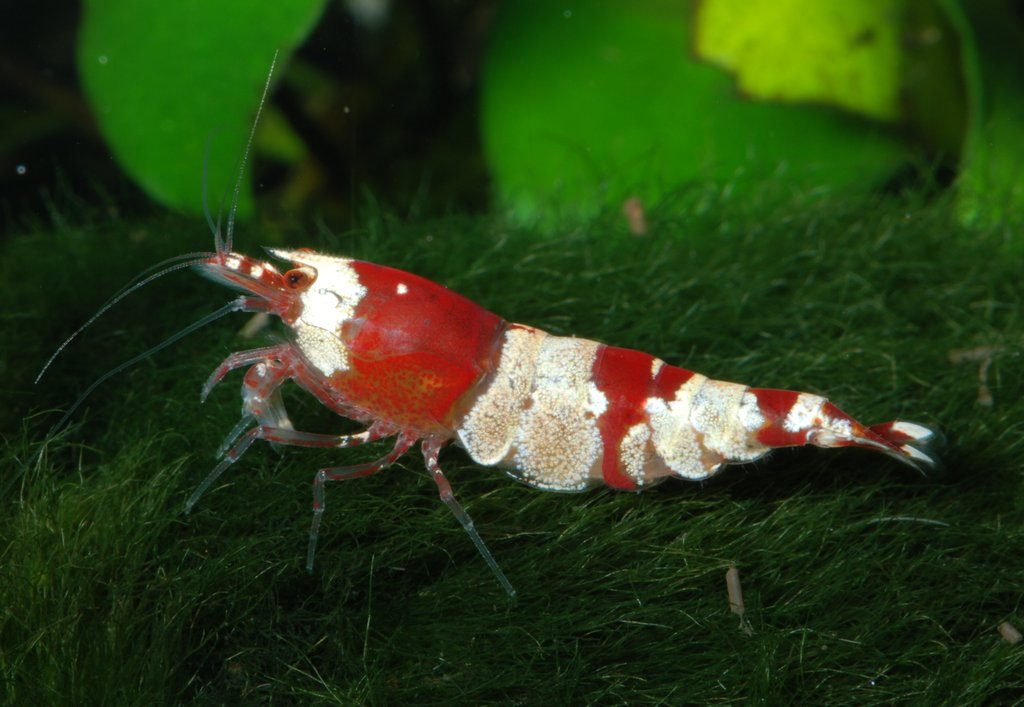
Caridina cf. cantonensis
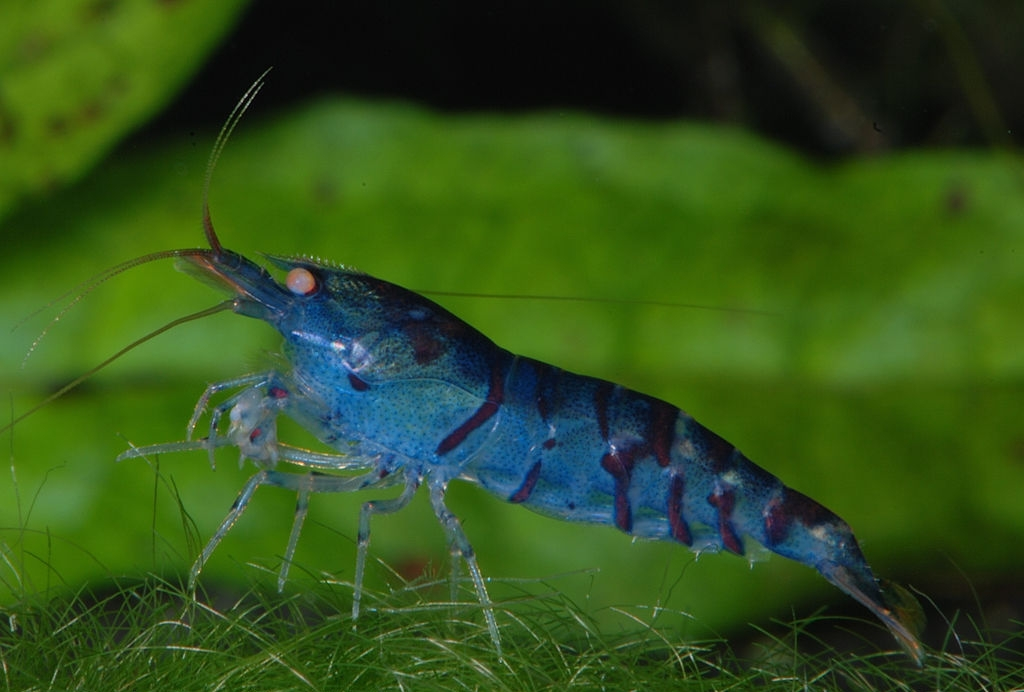
Caridina cf. cantonensis

### Раки
При утриманні прісноводних раків необхідно створити велику кількість прихистків, особливо якщо в одному акваріумі мешкають декілька особин. Раки також здатні самостійно рити нору в ґрунті. Акваріум повинен бут накритий кришкою. Прісноводні раки вживають як рослинну, так і тваринну їжу. Їх годують мотилем, шматочками риби або м'яса, звикають до штучних кормів.
Види:
- Procambarus alleni — флоридський синій рак, у природних умовах мешкає в ставках, озерах, болотах Флориди (США). У природних умовах панцир забарвлений у коричневий колір, синій відтінок є наслідком селекції. Самці виростають до 7-8 см, самки до 9-10 см. Для утримання пари потрібний акваріум об'ємом від 100 л. Активний переважно у нічний час.[1]
- Procambarus clarkii — флоридський червоний рак, поширений у прісних водоймах Мексики, південного сходу Північної Америки. Домінуючим кольором у забарвленні є червоний, проте його інтенсивність залежить від живлення. Розміри досягають 12-13 см. Можна утримувати разом з акваріумними рибами.[2]
- Cherax destructor — австралійський рак Яббі поширений у водоймах Австралії. Панцир яскраво-синього кольору. Досягає 20 см у довжину. Розмір акваріума від 100 л. В одну ємність заселяють одного рака або пару. Чутливий до концентрації кисню у воді.[3]
- Cherax quadricarinatus — рак червоноклешневий, поширений в Австралії і Новій Гвінеї, де населяє стоячі водойми. Основне забарвлення — яскраво-синє з жовтуватими крапками по всьому тілу. У самців зовнішеій бік клешні має червоне забарвлення. Досягає у довжину до 20 см. Доволі невибагливий при утриманні.[4]
- Cambarellus — карликові раки — миролюбні, співіснують з рибами, які тримаються у верхніх шарах води. Можуть мешкати в невеликих акваріумах, від 25 л.
  - Cambarellus montezuemae — мексиканський карликовий рак, поширений у водоймах Мексики. Невеликого розміру — до 6 см. Забарвлення коричневого кольору з чорними крапками. Не пошкоджує акваріумні рослини.
  - Cambarellus puer — карликовий болотяний рак. Мешкає в Міссісіпі. Розмір — до 4 см, забарвлення від сірого до червонувато-коричневого з характерними смугами вздовж тіла.[5]
  - Cambarellus patzcuarensis — карликовий помаранчений рак. Природне забарвлення — коричневе, в результаті селекції виведені лінії помаранчевого кольору. Досягає роміру 3-5 см.
- Pacifastacus leniusculus — американський сигнальний рак зустрічається в західній частині Північної Америки. Зовні подібний до рака широкопалого, відрізняється білою плямою при основі клешні. Досягає 6-9 см. Веде нічний спосіб життя.[6]

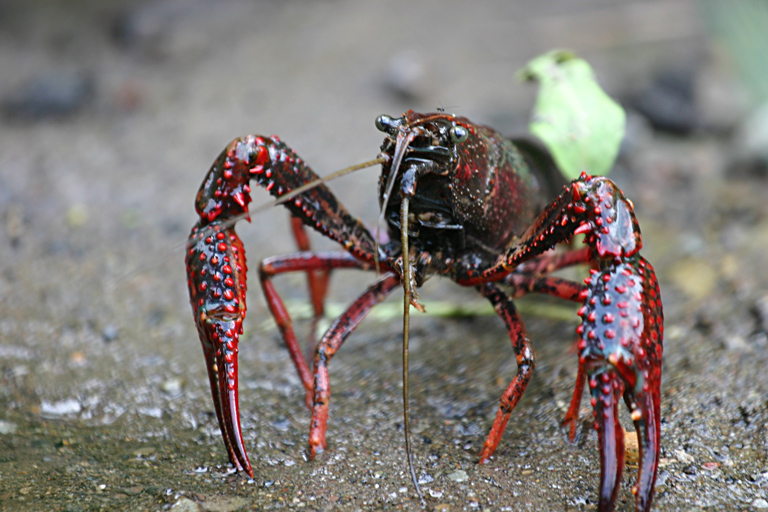
Procambarus clarkii
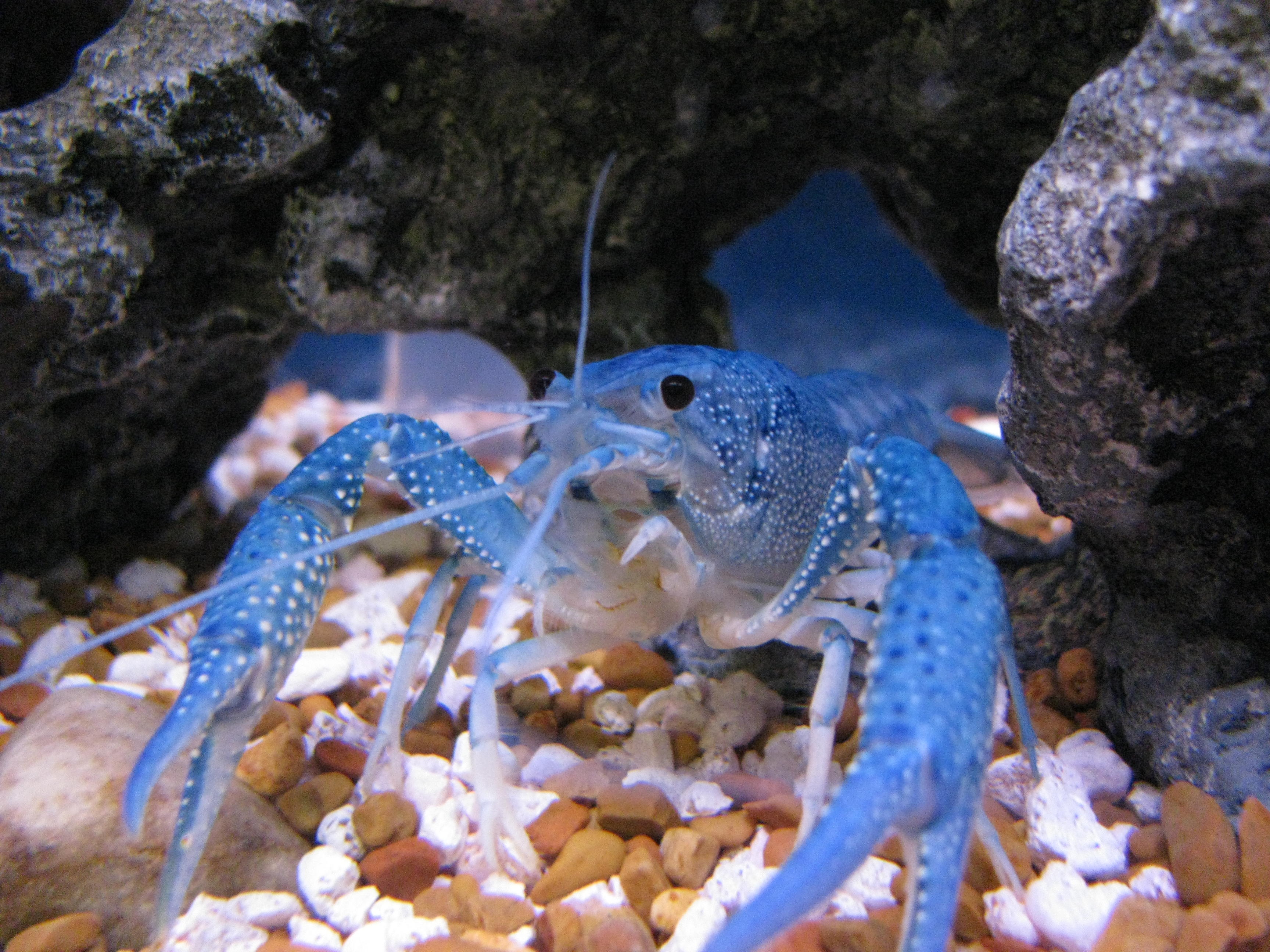
Procambarus alleni
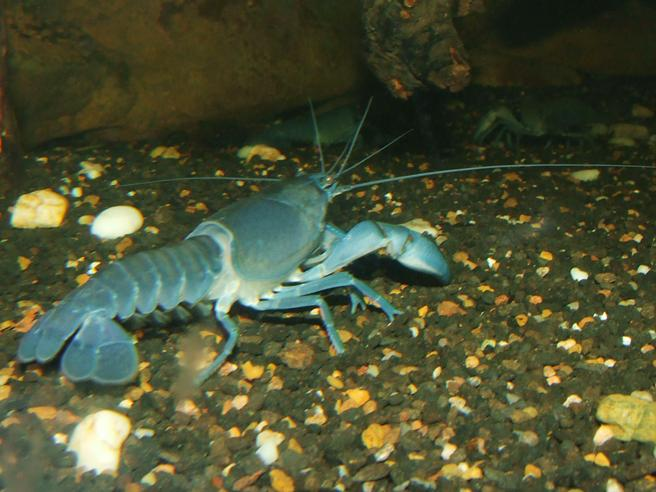
Cherax destructor
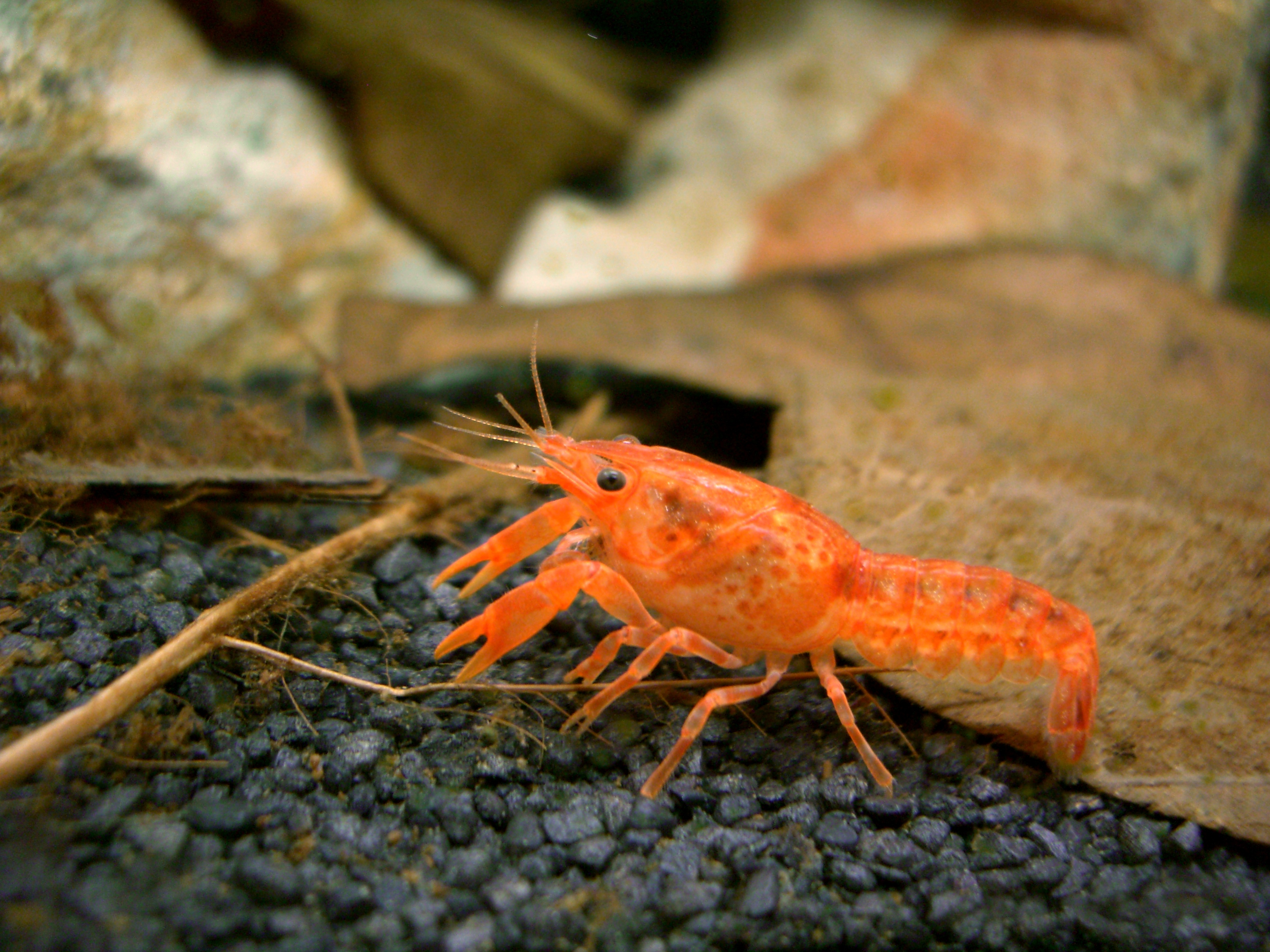
Cambarellus patzcuarensis

### Краби

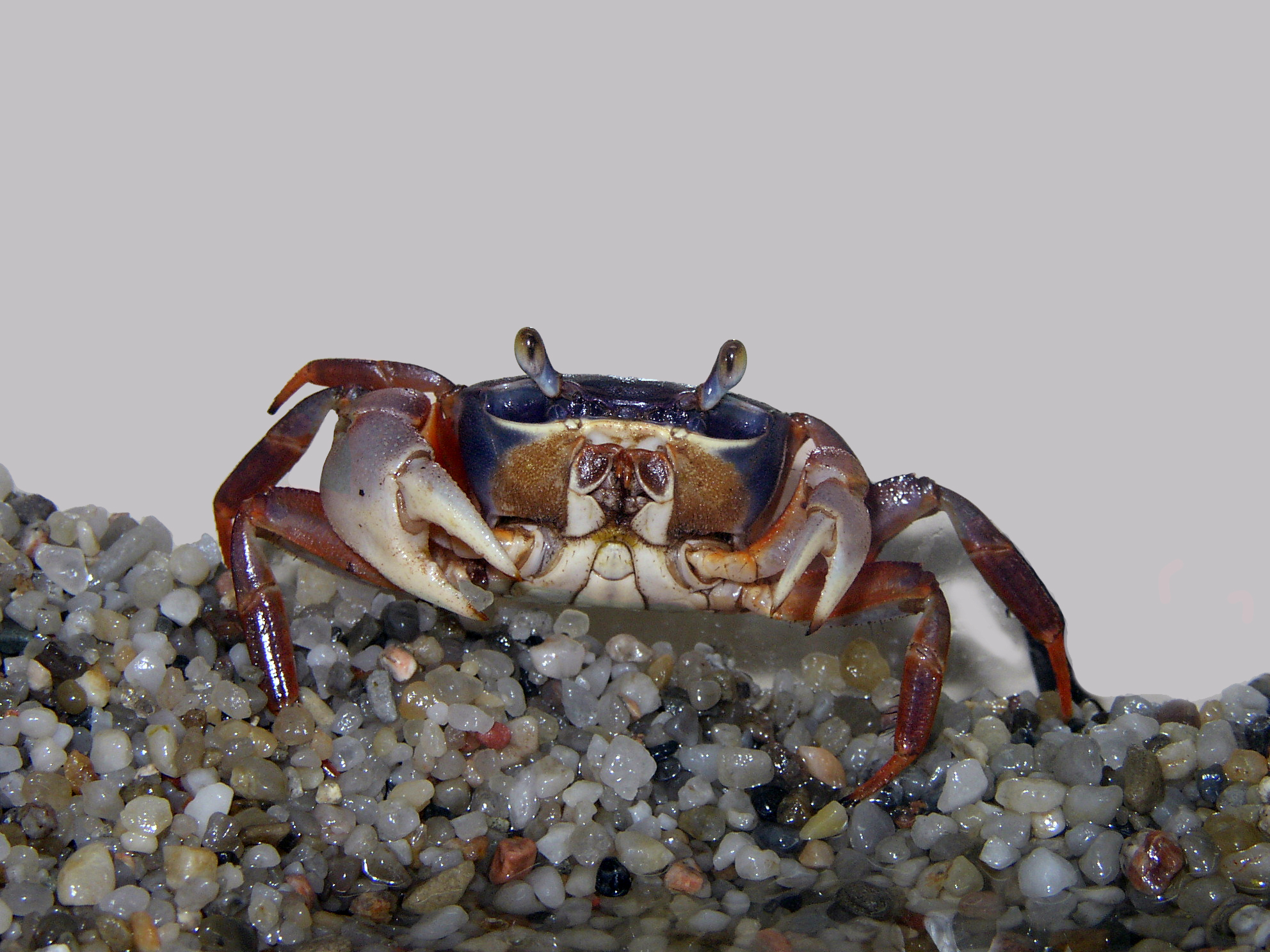
Cardisoma armatum

Крабів, як правило, утримують в акватераріумах. Проте є види, які мешкають в умовах прісноводних акваріумів. Деякі види крабів можна утримувати разом з рибами, проте більшість вимагають спеціальних умов. В ідеалі, крабів утримують в окремому акваріумі з підсоленою водою, піщаним ґрунтом та великою кількістю укриттів.
Види:
- Potamon potamios — у природі зустрічають в гірських річках Кавказу. Потребують прохолодної (не більше 22 °C), з високою жорсткістю води. Дуже агресивні по відношенню один до одного.
- Parathelphusa pantherina — королівський леопардовий краб у природі мешкає в прісних озерах Індонезії. Розмір (разом з клешнями) досягає 10 см. Для утримання суша не потрібна. Температура води 25-28 °C. Вживає як рослинну, так і тваринну їжу.
- Potomonautes lirrangensis — малавійський краб мешкає в африканському озері Ньяса (Малаві). Розмір карапакса — 10-12 см. Забарвлення блакитних відтінків. Температура води 22-26 °C, твердість dH 10-20°. Живляться рослинними кормами.
- Cardisoma armatum — райдужний краб, мешкає на узбережжі Тихого океану. Має яскраве забарвлення — спина синього кольору, лапи — червоного. Для утримання потрібні острівці суходолу. Дуже територіальні, тому агресивні по відношенню один до одного. Територія, яка необхідна для однієї особини — 40х40 см.

### Зяброногі(Branchiopoda)

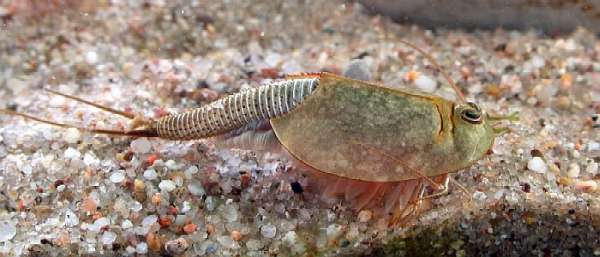
Triops longicaudatus

Серед зяброногих ракоподібних в акваріумах утримують щитнів, дафній.
- Щитні: Lepidurus apus, Triops longicaudatus, Triops australiensis, Triops cancriformis, Triops granarius, Triops newberryi, Branchinella thailandensis, Branchinecta mackini, Branchinecta gigas, Thamnocephalus platyurus, Streptocephalus sealii;
- Дафнії: Daphnia magna, Daphnia pulex.